# Cratere Byron
Byron è un cratere d'impatto presente sulla superficie di Mercurio, a 8,7° di latitudine sud e 32,93° di longitudine ovest. Il suo diametro è pari a 106,58 km.
Il cratere dedicato al poeta britannico George Gordon Byron.